# Deporte en México durante el Porfiriato
Junto con los deportes como espectáculo, comentados en parte por el resurgimiento de las Olimpiadas en Atenas en 1896, se fomentó la práctica deportiva en la sociedad mexicana durante el Porfiriato, tanto porque hubo una importante migración extranjera, como porque el gobierno de Díaz encontró las condiciones para invertir en el deporte.

## Deportes de espectáculo

### Carreras de caballo
En 1882 se inauguró el Hipódromo de Peralvillo, acontecimiento detonante en el desarrollo deportivo nacional y, por sus características, un lugar para apostar grandes cantidades de dinero en las carreras. Para 1890, el Jockey Club era el centro de reunión de la sociedad masculina de la époc y construyó el hipódromo suburbano de Indianilla, en la carretera de La Piedad. La pista era un óvalo de casi dos kilómetros y medio, con veinte metros de ancho, espacioso estadio y áreas verdes para los espectadores que asistían a las carreras. En el día de su inauguración se reunieron cerca de cuatro mil personas, los aristócratas mexicanos y la colonia de inglesa incluidos. Entre los años de 1882 y 1910, se construyeron los hipódromos del Peñón, el de Indianilla y el de la Condesa que fue patrocinado por el Jockey Club e inaugurado por Porfirio Díaz en 1910.

### Corridas de toros

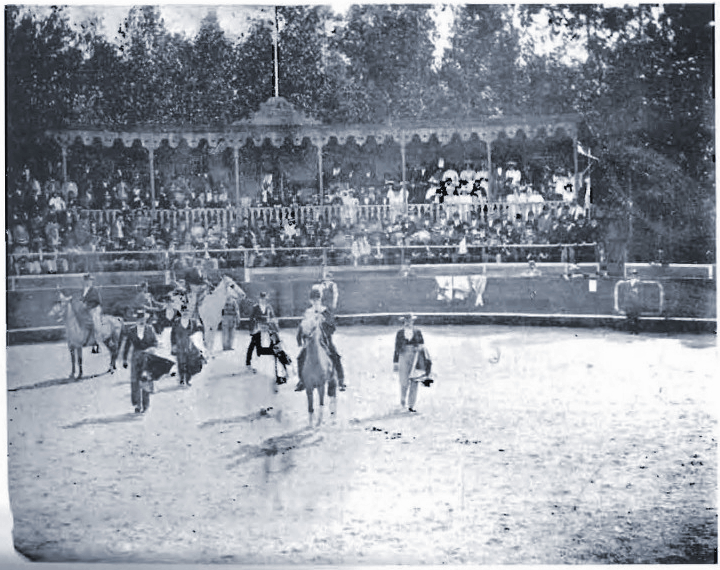
En México las corridas de toros se permiten y se prohíben, según la época.

Las corridas de toros también representaron espectáculo importante a lo largo de la historia de México. No obstante, en el primer gobierno de Porfirio Díaz se prohibieron las corridas en el Distrito Federal y en estados como Zacatecas y Veracruz. La restricción duró hasta 1888.

### Espectáculos con seres humanos

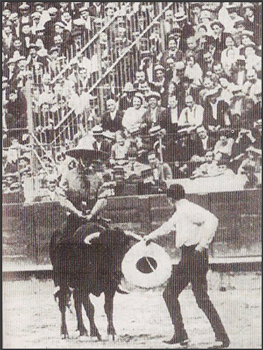
Charro Del Siglo.

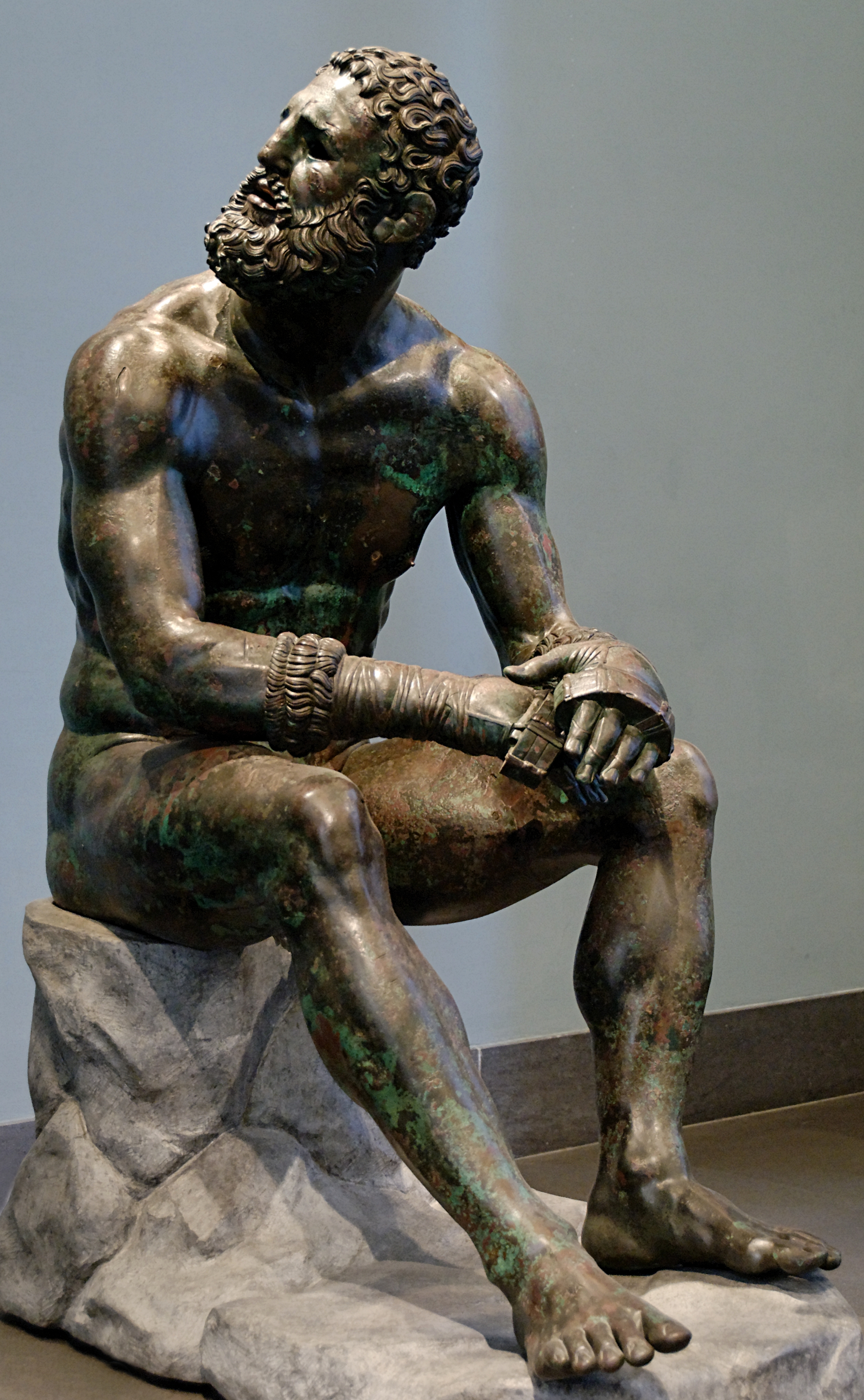
Boxeador del Quirinal. En México el boxeo empezaría a ganar adeptos, un deporte más antiguo. Escultura en bronce del período helenístico. Nótese los vendajes en la mano izquierda del “boxeador de Terme”.

En 1895 se celebró la primera pelea de boxeo entre Billy Clarke y Billy Smith en la ciudad de Pachuca. También se comenzaron a desarrollar competencias de atletismo, sobre todo carreras de velocidad, de obstáculos, salto con garrocha, esgrima y gimnasia para varones, las cuales convocaban a numerosos espectadores. 
Por su parte, los españoles construyeron un frontón de Jai-alai, del vasco "Fiesta Alegre" también conocido como pelota vasca. El edificio requirió una gran inversión: contaba con cancha reglamentaria, cafetería, gradería y espacio adicional para 1,500 espectadores. Para la inauguración, asistieron los campeones nacionales de España y dieron una serie de exhibiciones de frontón para el público aficionado. Con el tiempo, este deporte se volvió atractivo para practicarlo.
El auge del deporte en esos años llevó a la publicación de la primera revista deportiva en México, The Mexican Sportman, en 1896.

## Deportes de práctica

### Deporte femenil en el porfiriato
A principios de siglo, el avance del deporte fue importante para la mujer, ya que se le incitaba a salir a ejercitarse. Con el deporte, las mujeres, consiguieron salir del encierro en el que vivían.
Un hecho importante para el deporte durante el porfiriato es que, a pesar de la discriminación que existía hacia la mujer, se le permitiera practicar algún deporte. La prensa incitaba a que las mujeres pudieran practicar golf, tenis, ciclismo o patinaje sobre ruedas. La práctica del ciclismo femenil fue factor de cambio en la forma de vida de la mujer mexicana. La natación, les resultaba interesante, aunque más adecuada para las extranjeras que para sí mismas. 
Las mujeres -antes excluidas, por costumbre y actitudes propias de la época, de la vida fuera de su hogar- encontraron en el uso de la bicicleta un cambio sustancial en sus hábitos. Desde el proceso de cortejo hasta la ropa que utilizaban. Las parejas de ciclistas, ahora podían dejar atrás a su dama de compañía y ser más libres.
Algunas mujeres también tenían presencia en el tenis, golf y patinaje, aunque los primeros dos no eran deportes muy practicados en la ciudad. Los únicos que jugaban tenis eran los extranjeros, principalmente ingleses y norteamericanos. Por otra parte, el golf era sumamente exclusivo, pero tenía más exposición entre las mujeres que el tenis. El patinaje, después del ciclismo, fue el deporte que más seguidores tenía. Éste era muy frecuente entre las señoritas de media y alta clase social, era considerado elegante.

### Deporte varonil en el porfiriato
Por otra parte, los hombres tendían a inclinarse más hacia los deportes de equipo y contacto, como lo fueron el béisbol, el fútbol, la pelota vasca y, en menor medida, el rugby o el boxeo. La mayoría de los practicantes de estos deportes eran extranjeros. Los juegos en equipo tardaron en arraigarse en la sociedad. Se creía que uno de los motivos por los que había poco entusiasmo frente a estos deportes eran los horarios de trabajo, que impedían el goce de los deportes antes mencionados, ya que cuando el hombre terminaba su jornada laboral, ya era de noche. A pesar de las dificultades, estos deportes, en especial el béisbol y el fútbol, fueron ganando popularidad y poco a poco se empezaron a practicar en los llanos de la ciudad.

### Patinaje sobre ruedas
Fue uno de los deportes de práctica más populares en la sociedad mexicana. En 1895, el Cabildo permitió la construcción de una pista de madera en la Alameda. La gente alquilaba patines y disfrutaban de la pista decorada por escenas invernales; asistían además a carreras, en las que la habilidad de los patinadores mexicanos competía con la de los extranjeros.
No obstante, las condiciones de los patines no hacían favorable la práctica del deporte en la ciudad, por lo que se comenzaron a instalar centros de patinaje con suelo de madera para evitar caídas. El patinaje continuó su auge durante la primera década del siglo XX. 

### Ciclismo

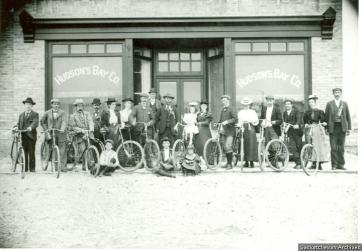
Los ciclistas en México tenían su club igual que los canadienses de la Bahía de Hudson, 1898.

Para 1890, ciclistas mexicanos ingresaron al Cycling Union Club. Los miembros se adaptaron a todas las exigencias de una sociedad moderna, inclusive a la tecnología: a tomar en cuenta el tiempo, a registrar marcas obtenidas y todo lo que lleva a la inquietud por romper marcas establecidas. Este mismo Club, que financió y construyó el velódromo de La Piedad, se ocupaba de cronometrar el tiempo de las vueltas y carreras. Asimismo llevaba el registro de archivos importantes como: ocasiones en que una mujer cubría distancias importantes, tiempos de recorridos a pueblos aledaños, etc.
Las bicicletas que tenían forma como las que hoy conocemos llegaron precisamente en 1890, las anteriores no eran completamente seguras para su uso diario. La práctica de este deporte acarreó muchas consecuencias en la ciudad que obligó al gobernador del Distrito Federal, Pedro Rincón Gallardo, a promulgar una serie de reglamentos; se les permitió el tránsito por las calles con la condición de que los conductores llevaran una campana o una bocina a todas horas y una linterna por las noches, no podían ir por las aceras, ni a mucha velocidad, ni en grupos de más de tres. Los ciclistas mexicanos se volvieron populares y gran parte de la sociedad comenzó a practicar este deporte, principalmente, como medio de transporte y por los beneficios que éste traía.

### Béisbol
De estos deportes, el que se practicaba con mayor frecuencia en la Ciudad de México era el béisbol, debido a que se podía jugar prácticamente en cualquier llano y en esas épocas los espacios abiertos abundaban en la capital. Inicialmente, sólo los norteamericanos en el país lo jugaban, pero con el tiempo el béisbol se arraigó entre los jóvenes mexicanos. Era un deporte barato, pues el bat y las pelotas se compraban entre diferentes personas y no se necesitaban uniformes. Conforme el béisbol ganaba popularidad, se convertía en un deporte de espectáculo también; la asistencia a los juegos comenzó siendo escasa, alrededor de 300 espectadores acudían a partidos en los que jugaban los equipos Victoria, los del Colegio Militar y de la Escuela Nacional Preparatoria. Hacia 1905, ya se registraban 1500 espectadores para presenciar encuentros; uno muy popular era entre el Águila de Veracruz y el Tacubaya.

### Fútbol
El fútbol llegó a México en la última década del siglo XIX. Los mineros Cornish, que trabajaban en el estado de Hidalgo, fueron quienes introdujeron el deporte en el país. Antes de que existieran clubes atléticos, el fútbol se jugaba en los patios de las escuelas británicas como el Colegio Williams. Los estudiantes de escuelas de paga fueron un factor importante para que el fútbol se desarrollara. Sólo los jóvenes con recursos económicos podían comprar la pelota, ya que era un poco costosa. De 1901 a 1910, año en el que nace el primer equipo con mexicanos, el fútbol fue un deporte exclusivo de ingleses. En su mayoría, los deportes siguieron practicándose en la Ciudad de México a pesar del contexto revolucionario que se empezaba a vivir en 1910.

### Clubes deportivos
Se fundó en Churubusco un Country Club que tenía campo de golf, canchas de tenis, entre otras salas de entretenimiento. Los estadounidenses fundaron el Reforma Country Club que contaba con canchas de tenis, béisbol, criquet y espacio para deportes de pista, actividades en las que participaban extranjeros y mexicanos. 
También se fundó el Monterrey Gymnastic Club para quienes se interesaban en el juego de malabarismo con mazas, de origen indígena, cultura física, boxeo, lucha, deportes de pista o béisbol.
En marzo de 1894, fue construido el Reforma Athletic Club, donde se practicaba tenis y criquet al principio, con el tiempo llegaron el rugby, el atletismo y el fútbol. Se fundó también el Mexican Athletic Club, donde se enseñaba atletismo y boxeo. Asimismo, en Lakeside Mailing Club se organizaban regatas en el lago de Chalco y en Xochimilco.

## El deporte y la educación

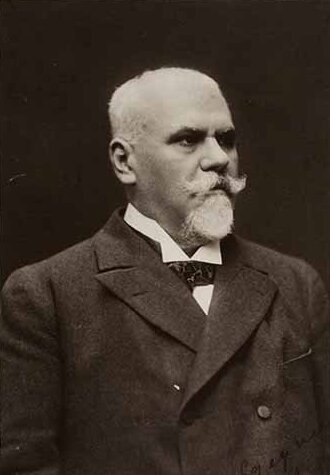
Justo Sierra Méndez.

En el ámbito educativo-deportivo, es importante hacer la distinción entre las escuelas de paga y las dependientes del gobierno. En las de paga, se practicaban deportes como béisbol y fútbol, mientras que en las públicas no había una estructura que favoreciera la práctica del deporte, esto se alcanzó más adelante: “Fue hasta la llegada de Justo Sierra a la Secretaría de Instrucción Pública y Bellas Artes, cuando empezó a existir la preocupación por una “educación integral” que incluyera los deportes.”
De esta manera el deporte comenzó a tener auge dentro de la sociedad mexicana. A pesar de que la mayoría de las actividades físicas fueron heredadas de regiones extranjeras, todos formaron parte de la vida deportiva nacional; algunos lo practicaban por recreación, otros simplemente lo tomaban como un medio de entretenimiento y espectáculo.